# بحيرة باثورست (نيوساوث ويلز)
 بحيرة باثورست  هي بحيرة ضحلة تقع على بعد 27 كيلومتر (17 ميل) جنوب شرق غولبرن (نيوساوث ويلز) ، نيوساوث ويلز في أستراليا.

## الميزات والموقع
تتغير المساحة السطحية للبحيرة من 2 كيلومتر مربع (0.77 ميل مربع) حتى 10 كيلومترات مربعة (3.9 ميل مربع) ، اعتمادا على معدلات التدفق والتبخر.
تم تسمية البحيرة من قبل المساح جيمس ميهان تكريما لإيرل باثورست، وزير الدولة للمستعمرات،  والقرية المجاورة سميت بعد ذلك بنفس اسم البحيرة.

## وصلات خارجية
- https://www.smh.com.au/news/New-South-Wales/Lake-Bathurst/2005/02/17/1108500197521.html
- https://www.goulburnaustralia.com.au/Towns-and-Villages-in-Goulburn-region-Australia/LakeBathurst.aspx?pf=mobile